# Storsjö socken

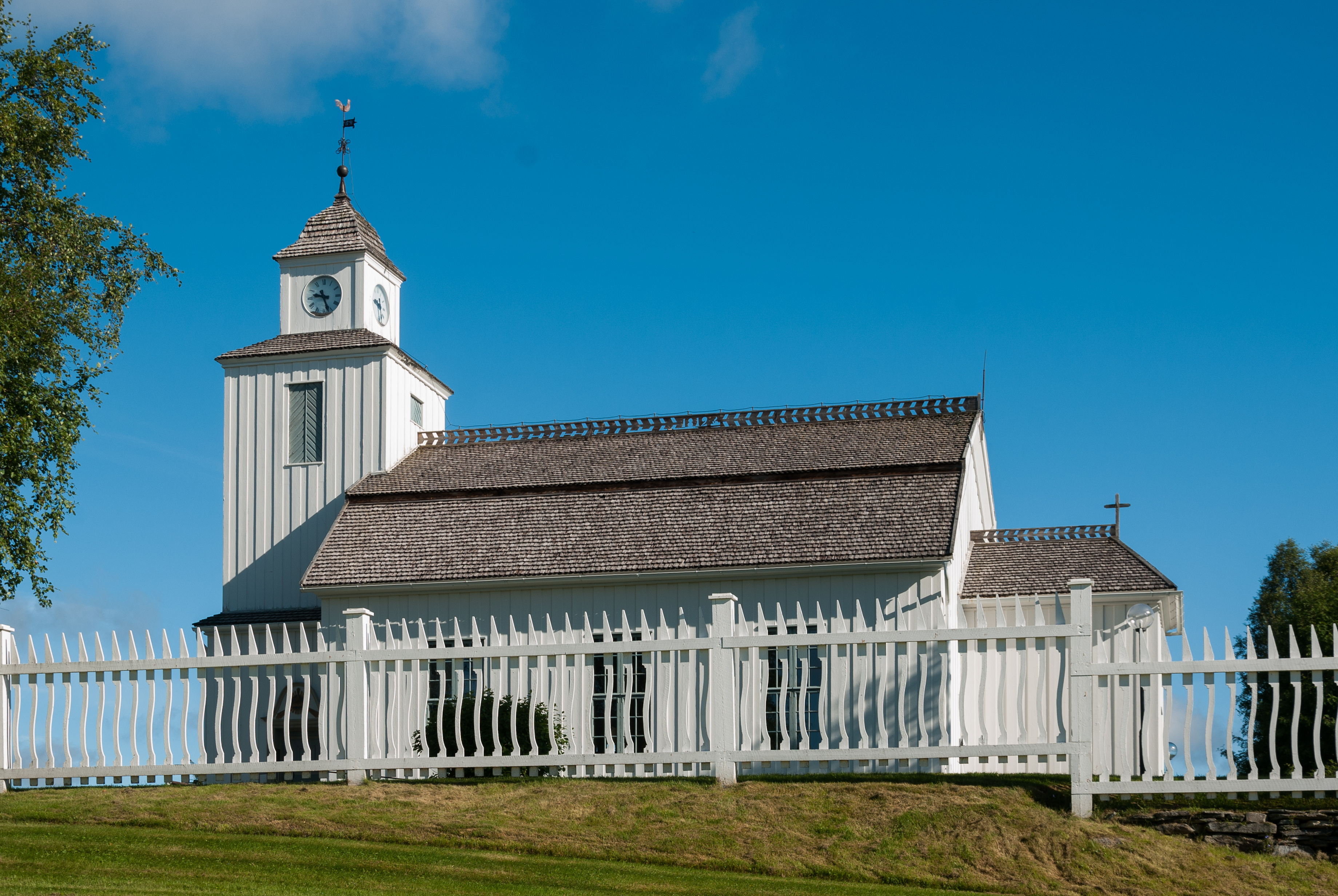
Storsjö kyrka.

Storsjö socken ligger i Härjedalen och Jämtland, ingår sedan 1971 i Bergs kommun och motsvarar från 2016 Storsjö distrikt.
Socknens areal är 1 644,9 kvadratkilometer, varav 1 581,50 land. År 2000 fanns här 308 invånare. Orten Ljungdalen samt kyrkbyn Storsjö med sockenkyrkan Storsjö kyrka ligger i socknen. 

## Administrativ historik
Storsjö församling bildades 1751 genom utbrytning ur Hede församling. Storsjö landskommun bildades 1895 genom en utbrytning ur Hede landskommun. Landskommunen inkorporerades 1952 i Övre Ljungadalens landskommun som 1971 uppgick i Bergs kommun. Församlingen uppgick 2010 i Hedebygdens församling
1 januari 2016 inrättades distriktet Storsjö, med samma omfattning som församlingen hade 1999/2000.
Socknen har tillhört fögderier, tingslag och domsagor enligt vad som beskrivs i artikeln Härjedalen.

## Geografi

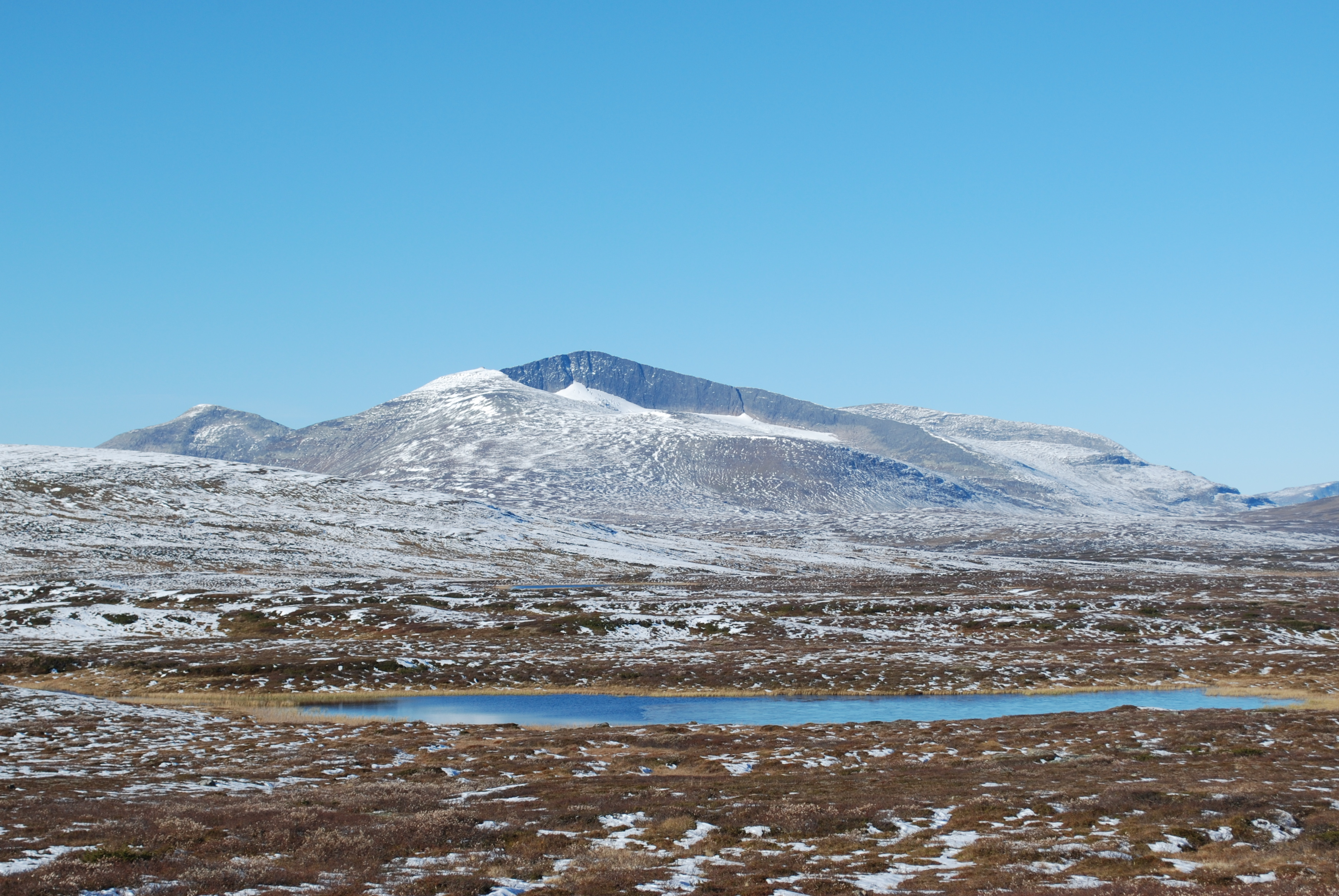
Helagsfjället är det högsta söder om Lappland

Storsjö socken ligger kring Storsjön och övre Ljungan. Socknen har dalbygd i Ljungdalen och är i övrigt en höglänt skogsbygd med högfjäll i norr och väster där Helagsfjället når 1 796 meter över havet.

### Geografisk avgränsning

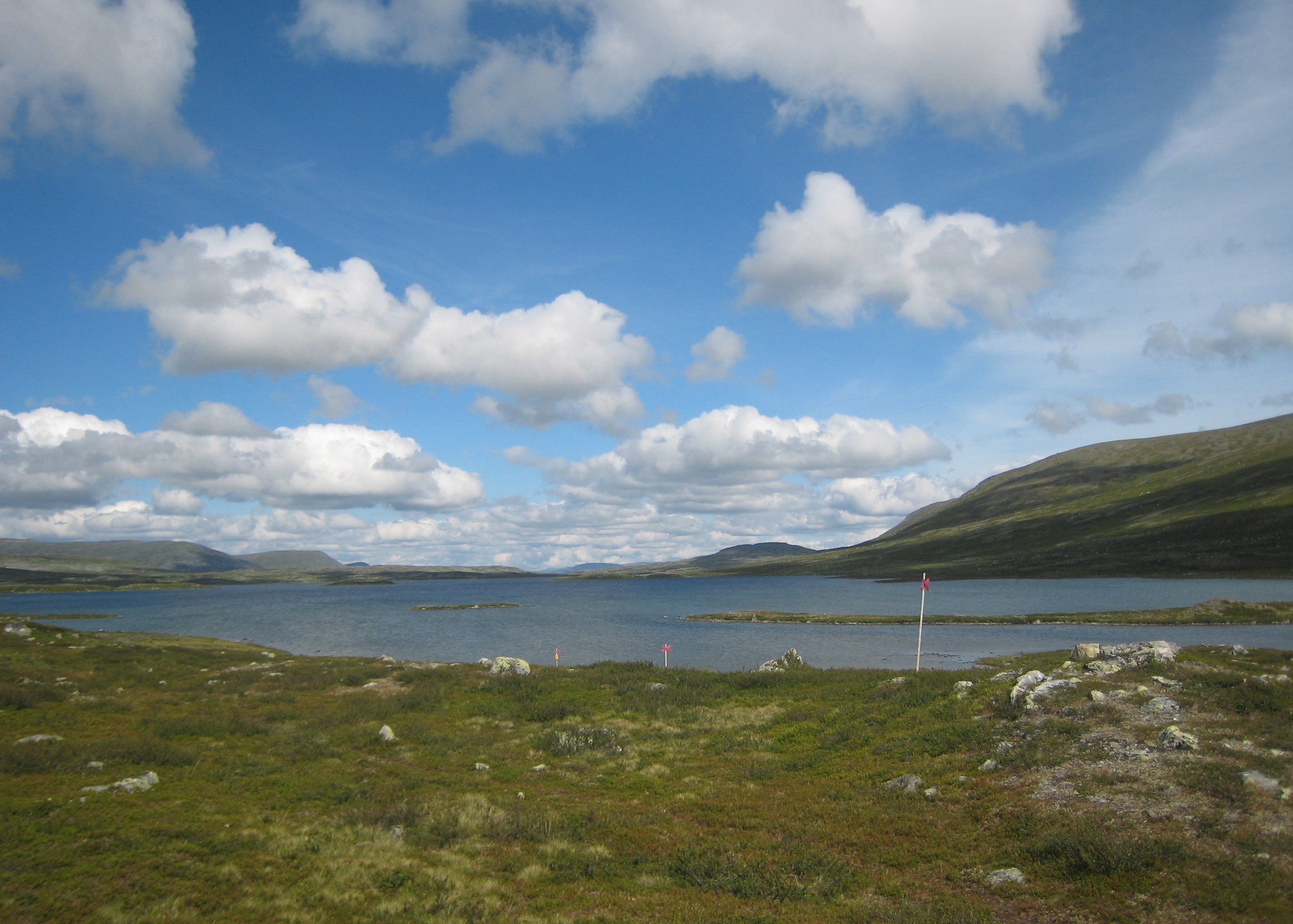
Gränsen mellan Storsjö socken och Undersåkers socken vid Vålösjöns södra spets som också utgör gräns mellan Härjedalen och Jämtland.

Storsjö socken omfattar den västra delen av Bergs kommun med en liten alldeles i nordost i Jämtland. Det rör sig bland annat om Tossåsens sameby, Tossåsberget samt Tossåssjön. Från socknens östligaste punkt i Flåsjön till norska gränsen i väster är ett avstånd på cirka 75 km. 
I norr avgränsas socknen av (från öster) Ovikens socken samt Undersåkers socken i Åre kommun. I väster gränsar socknen mot Tydal kommun i Trøndelag fylke i Norge. I söder ligger (från väster) Tännäs socken, Hede socken samt Vemdalens socken,  alla i Härjedalens kommun. I öster avgränsas Storsjö socken av Åsarne socken. Allt enligt följande:
Från den östligaste punkten i Flåsjön mellan Vävelsberget i norr och Svedulandet i söder löper gränsen mot nordväst upp längs Ljungan till Ytter-Grucken. I nordost ligger här Åsarne socken. Vid vattendraget Rövrans mynning går gränsen mot norr. Vid Ekorrsjön ligger "tresockenmötet" Storsjö-Åsarne-Ovikens socknar. Gränsen mellan Storsjö och Oviken går mot nordväst vid Lill-Lövsjön, går norr om Munkskallen, över Stenåsen till Styggbacken på Tossåsfjället och vidare fram till Lunndörren. Här ligger Ovikens sockens västligaste punkt och här finns "tresockenmötet" Storsjö-Oviken-Undersåkers socknar. Från Lunndörren västerut utgör sockengränsen även landskapsgräns mellan Härjedalen och Jämtland samt kommungräns mellan Bergs och Åre kommuner. Gränsen går nästan spikrakt västerut över Lill-Lunndörrsfjället, Lill-Lunndörren, Nörder-Storådörrfjället (1527 meter över havet – högst i "Lunndörrarna"), Storådörren samt Synder-Storådörrsfjället. Vidare västerut över Tronndalen, Gråsjödörren, Vålåsjöfjället och Vålåsjöns sydspets. Gränsen träffar Ljungans allra översta lopp norr om Ljungris sameviste. Den går västerut till Ljungsjöarna, som är Ljungans källa. Sockengränsen Storsjö-Undersåker går sedan vidare mot sydväst och passerar norr om Helagsfjället och går rakt över Sylsjöns västligaste del och upp till riksgränsen mot Norge vid riksröset, RR153, Skarvdörrsröset.
Socknens gräns sammanfaller med riksgränsen och går söderut till Haftorsstöten (1 150 meter över havet) och går åter mot öster från riksröset 151. Gränsen går genom Ljusnans källområde med bland annat Ljusnetjärnen. Gränsen går söder om Skarsfjället och gränsar här mot Tännäs socken. Den går över Mittån vid Mittåhammarens sameviste och fortsätter via Lill-Axhögen och viker sydost över Stor-Axhögen mot Gunnarsstöten, därefter österut norr om byarna Mittådalen och Messlingen. Flatruet ligger i Storsjö socken (cirka tio kilometer norr om Mittådalen). Gränsen går via Högrensvålen till Lågvålen och "tresockenmötet" Storsjö-TännäsLjusnedal-Hede. Vidare mot Västikölen och Gråstöten och mot syd till Bunkhammaren. Runt Särvfjället till Granåsen i öster. Här möts Storsjö-Hede-Vemdalens socknar. Gränsen går mot nordväst via Vonstöten och Graftruet, där den viker mot norr över Henvålen (1083 meter över havet), Siljeåsen och nordost över Storsjöloken där Storsjö-Vemdalen-Åsarne möts. Därefter vidare över Svedulandet och åter till Flåsjön i Ljungan.

## Fornlämningar
Man har anträffat omkring 90 fornlämningar. Boplatser från stenåldern finns främst vid sjöarna, men även i fjällen. Vid Storsjöns nordöstra strand ligger Krankmårtenhögen, som är ett märkligt gravfält från äldre järnåldern. Från yngre järnåldern finns det, i Ljungdalen, 16 gravhögar. Från denna tid finns även tre så kallade depåfynd av verktyg. Det finns omkring 360 fångstgropar, de flesta forntida.

## Namnet
Namnet (1482 Stadsio) kommer från kyrkbyn, som i sin tur övertagit namnet från sjön Storsjön.

## Befolkningsutveckling
| Befolkningsutvecklingen i Storsjö socken 1810–2020 | Befolkningsutvecklingen i Storsjö socken 1810–2020 | Befolkningsutvecklingen i Storsjö socken 1810–2020 | Befolkningsutvecklingen i Storsjö socken 1810–2020 | Befolkningsutvecklingen i Storsjö socken 1810–2020 |
| --- | -------------------------------------------------- | -------------------------------------------------- | -------------------------------------------------- | -------------------------------------------------- |
| |                                                    |                                                    |                                                    |                                                    |
| År |                                                    |                                                    | Folkmängd                                          |                                                    |
| 1810 | 1810                                               |                                                    | 156                                                |                                                    |
| 1820 | 1820                                               |                                                    | 156                                                |                                                    |
| 1830 | 1830                                               |                                                    | 239                                                |                                                    |
| 1840 | 1840                                               |                                                    | 250                                                |                                                    |
| 1850 | 1850                                               |                                                    | 292                                                |                                                    |
| 1860 | 1860                                               |                                                    | 307                                                |                                                    |
| 1870 | 1870                                               |                                                    | 324                                                |                                                    |
| 1880 | 1880                                               |                                                    | 453                                                |                                                    |
| 1890 | 1890                                               |                                                    | 542                                                |                                                    |
| 1900 | 1900                                               |                                                    | 541                                                |                                                    |
| 1910 | 1910                                               |                                                    | 553                                                |                                                    |
| 1920 | 1920                                               |                                                    | 601                                                |                                                    |
| 1930 | 1930                                               |                                                    | 683                                                |                                                    |
| 1940 | 1940                                               |                                                    | 722                                                |                                                    |
| 1950 | 1950                                               |                                                    | 738                                                |                                                    |
| 1960 | 1960                                               |                                                    | 624                                                |                                                    |
| 1970 | 1970                                               |                                                    | 475                                                |                                                    |
| 1980 | 1980                                               |                                                    | 400                                                |                                                    |
| 1990 | 1990                                               |                                                    | 342                                                |                                                    |
| 2020 | 2020                                               |                                                    | 248                                                |                                                    |
| Anm: Källor: Umeå universitet - Tabellverket 1749-1859, Demografiska databasen, CEDAR, Umeå universitet, Folkmängden per distrikt, landskap, landsdel eller riket efter kön. År 2015 - 2022. |                                                    |                                                    |                                                    |                                                    |